# Corboaia
Corboaia – wieś w Rumunii, w okręgu Bihor, w gminie Boianu Mare. W 2011 roku liczyła 47
mieszkańców.